# Via XX Settembre (Ferrara)
Via XX Settembre a Ferrara ha origini medievali ed è precedente alla grande rivoluzione urbanistica dell'Addizione Erculea. Sino al XIV secolo il suo percorso corrispondeva a un antico ramo del Po di Primaro e il fiume prima percorreva anche la futura via della Ghiara. In effetti sia via della Ghiara sia via XX Settembre ebbero per un certo periodo entrambe il nome di via della ghiaia, in riferimento ai ciottoli che il fiume aveva lasciato nel suo vecchio alveo. L'asse viario nacque con una delle prime addizioni cittadine, voluta da Borso d'Este. Tra i monumenti più significativi che vi si affacciano c'è palazzo Costabili, sede del museo archeologico nazionale di Ferrara

## Storia
L'importanza delle via aumentò sin dalla sua costruzione, dalla fine del XIV secolo, perché divenne parte essenziale del collegamento tra il centro urbano ormai definito attorno alla nuova cattedrale di San Giorgio e l'antico primitivo insediamento attorno alla basilica di San Giorgio fuori le mura raggiungibile attraversando la porta di San Giorgio.
La nascita della via, sull'antico alveo di un ramo del Po di Primaro prosciugato, corrispose alla scomparsa dell'isola di Sant'Antonio dove, da secoli, era stato eretto il monastero di Sant'Antonio in Polesine. Fu il marchese Niccolò III d'Este a far livellare la strada urbana nel 1401 e il marciapiede venne ornato prima da piccole colonnette in legno e più tardi da colonne in marmo, a indicarne e delimitarne il percorso rettilineo. Questi manufatti vennero tolti nei primi anni del XX secolo.
Subito dopo la sua sistemazione come nuova via cittadina Niccolò III donò a chi era interessato i terreni ai lati per costruirvi abitazioni. Le strade attorno vennero sistemate e livellate solo molto più tardi, nel 1779, da Francesco Carafa, il cardinale legato a Ferrara durante il periodo del governo diretto da parte dello Stato Pontificio dopo la devoluzione.
Divenne presto area di insediamento privilegiato scelto dalla nobiltà e dalla borghesia locale. Lo stesso Biagio Rossetti, l'architetto dell'Addizione Erculea di Ercole I d'Este, la scelse per edificarvi la sua casa.

### Origini del nome
A lungo fu corso della Ghiara e il nome che poi venne adottato volle essere una celebrazione del venti settembre 1870 e della breccia di Porta Pia che portò, l'anno successivo, al trasferimento a Roma della capitale d'Italia.

## Luoghi d'interesse

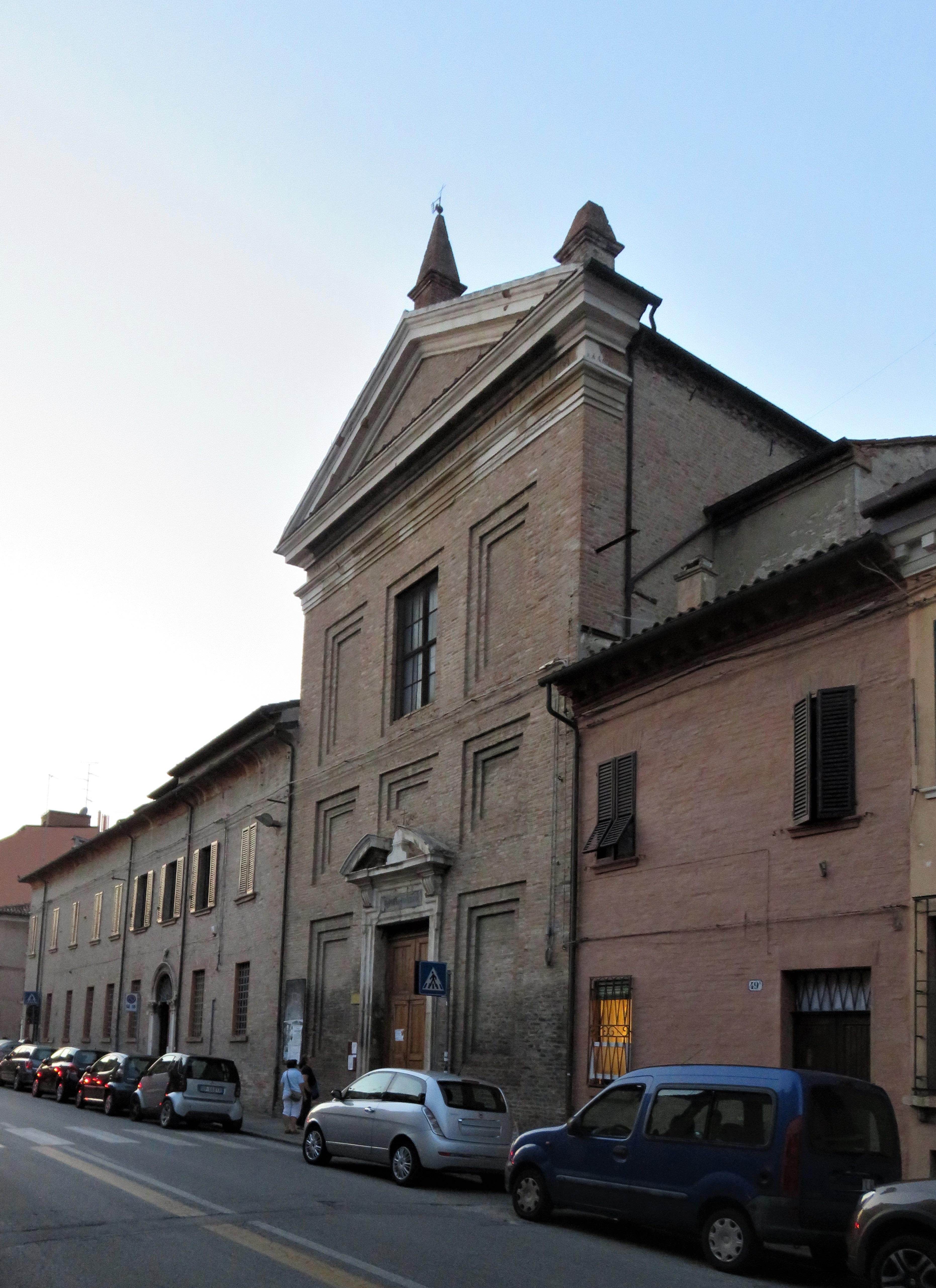
Chiesa di Santa Francesca Romana.

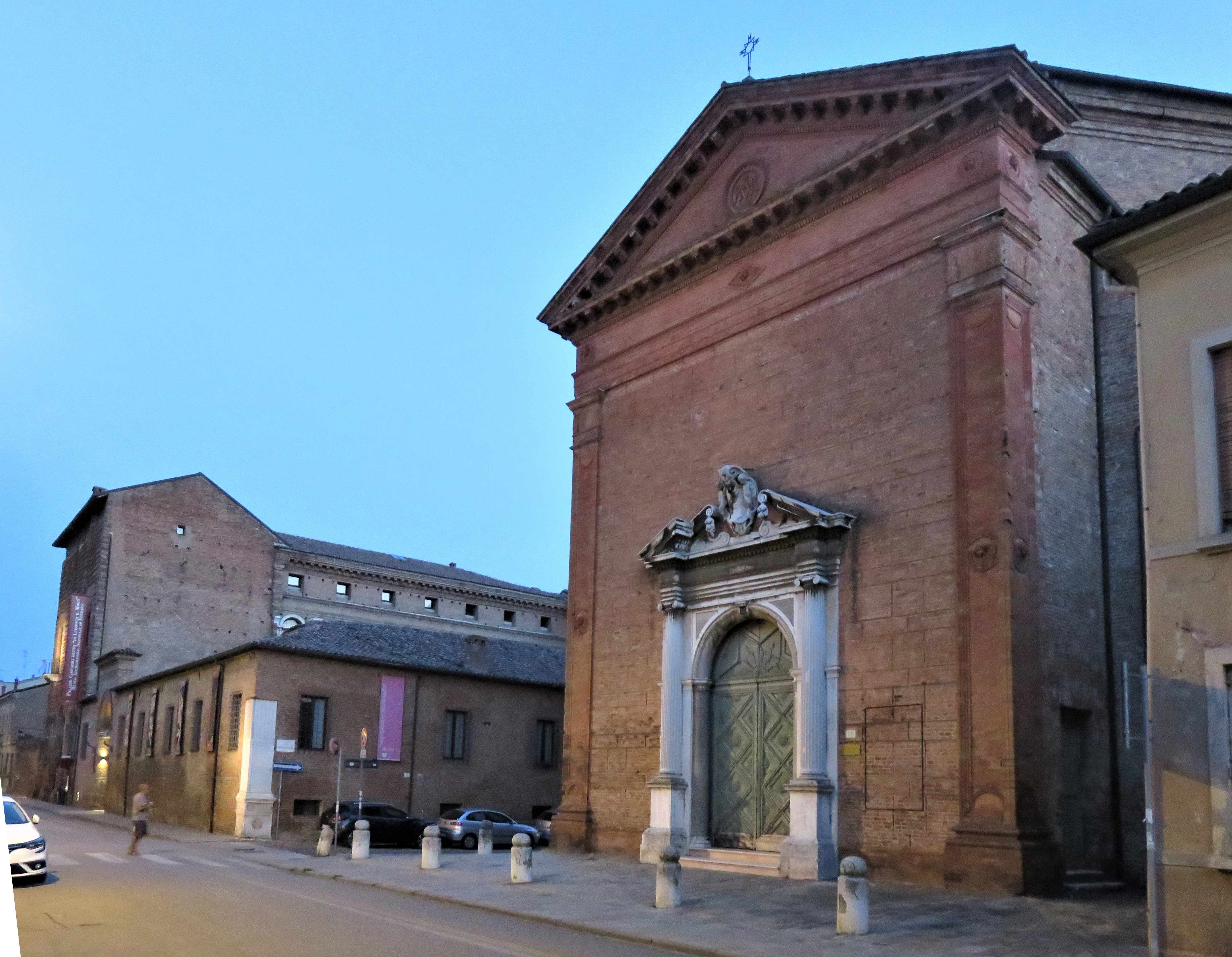
Chiesa di Sant'Apollonia e palazzo Costabili.

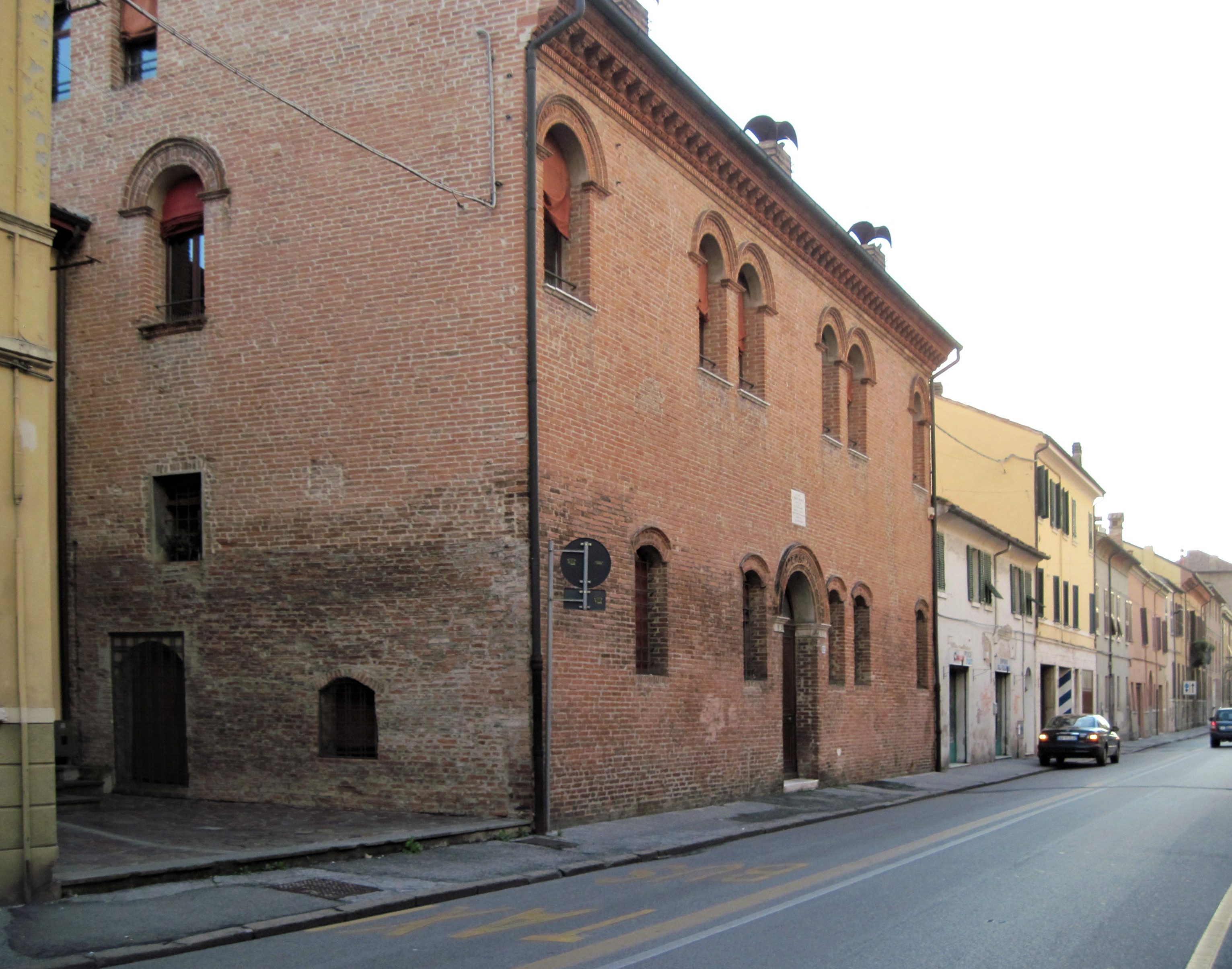
Casa di Biagio Rossetti.

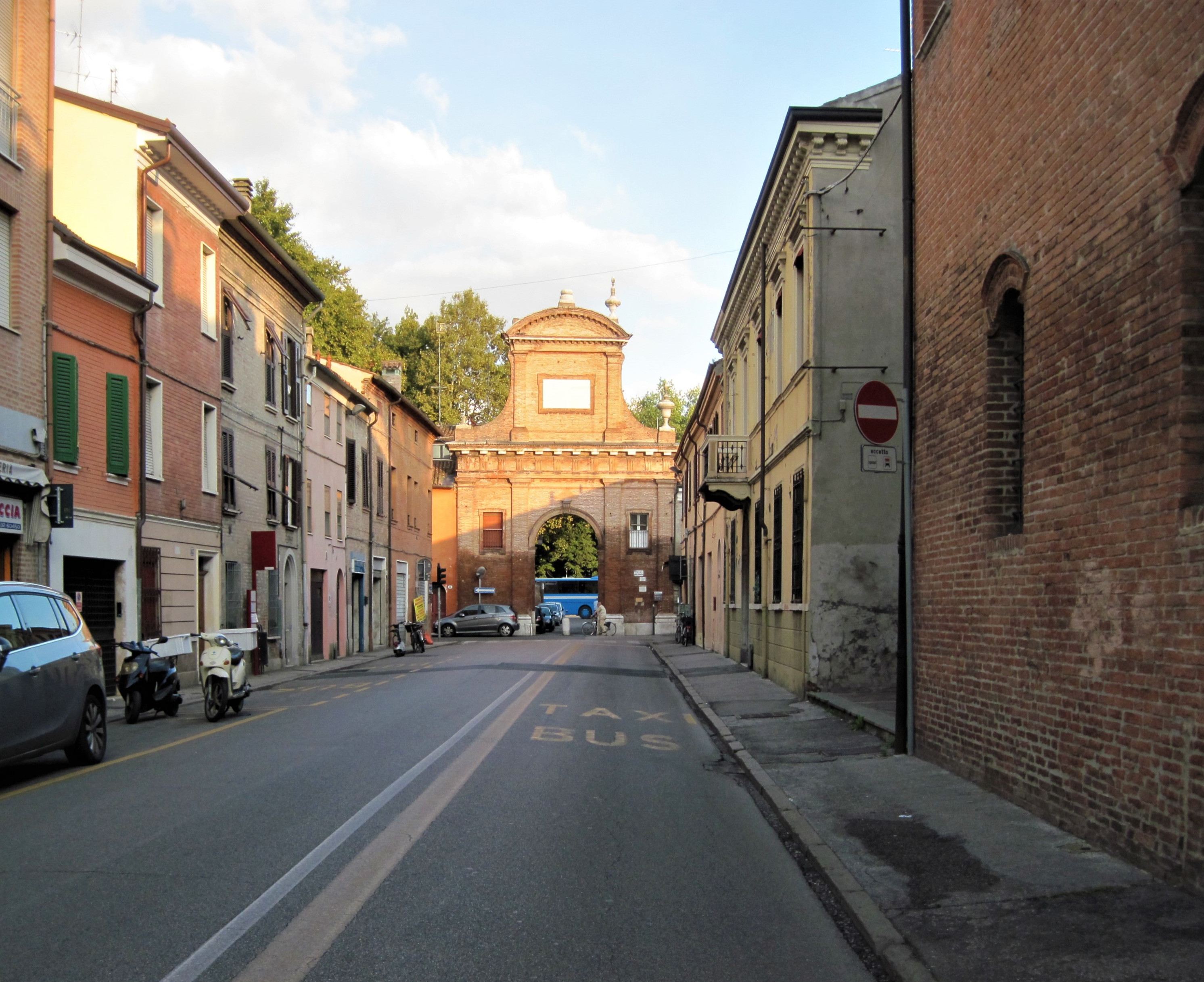
Prospettiva della Ghiara.

- Chiesa di Santa Francesca Romana. Conosciuta nei primi anni come San Giorgio della Ghiarao San Giorgino venne costruita nel 1569 dai monaci olivetani legati alla prima basilica di San Giorgio di Ferrara e ne fu a lungo una sussidiaria. Il suo ampliamento del 1622 fu di Giovan Battista Aleotti e la dedica a Francesca Romana avvenne in quel momento storico.
- Palazzo del conte Gulinelli, al numero civico 54, opera di Luigi Federzoni e appartenuto in precedenza ai conti Boari.
- Palazzo Ferrari, al numero civico 60, appartenuto prima ai conti Oroboni e poi ai Mayr.
- Chiesa di Sant'Apollonia, al numero civico 118, edificata nel XIV secolo, riedificata nel XVII secolo quindi sconsacrata negli ultimi anni del XX secolo.
- Palazzo Costabili, al numero civico 122, edificato tra il 1495 ed il 1504, mai completato ed opera di Biagio Rossetti. Ospita il museo di Spina.
- Casa di Biagio Rossetti, al numero civico 152. La casa del forse più famoso architetto di Ferrara fu pronta nel 1502 e il luogo venne scelto perché si trattava di una tra le strade più importanti di allora. Fu pensata come dimora semplice ma divenne palazzo di prestigio. Gli interni vennero decorati da artisti noti e anche gli esterni furono molto curati. Il portale è notevole per l'uso del cotto ferrarese che ne orna l'arco a tutto sesto. L'edificio appartenne ai Rossetti circa sino alla metà del XVII secolo.[4]
- Prospettiva della Ghiara, estremo ad est della via, dalla quale di accede al baluardo della Montagna.
- Percorrendo il tratto di via Porta d'Amore in direzione sud verso le mura si arriva all'antica Porta d'Amore, che dal 2020 è stata aperta al pubblico come parco archeologico urbano.[5]